# Lijst van vlaggendragers op de Olympische Winterspelen 2010
Deze pagina bevat de lijst van vlaggendragers op de Olympische Winterspelen 2010 tijdens de opening van de Spelen op 12 februari 2010 in het Canadese Vancouver. De vlaggendrager gaat voorop bij de intocht van zijn land tijdens de openingsceremonie. Het dragen van de vlag wordt gezien als een grote eer. Landen werden in twee talen bekend gemaakt: Frans en Engels, de twee officiële talen zowel van het Internationaal Olympisch Comité als van Canada.
In de onderstaande lijst staan de vlaggendragers in de volgorde van de binnenkomst tijdens de parade. Volgens de traditie opent Griekenland de intocht en is het laatste land het gastland, in dit geval dus Canada. Alle andere landen marcheren binnen in de volgorde die in de taal van het gaststad gebruikelijk is, in dit geval het Engels.

## Vlaggendragers tijdens de openingsceremonie
In de onderstaande tabel staat het nummer van binnenkomst, de naam van het land in het Nederlands en het Engels, de naam van de vlaggendrager en de sport waarin hij/zij uitkomt.
| Nr. | Land                  | Engelse naam                          | Vlaggendrager                    | Sport          |
| --- | --------------------- | ------------------------------------- | -------------------------------- | -------------- |
| 1   | Griekenland           | Greece                                | Athanassios Tsakiris             | Biatlon        |
| 2   | Albanië               | Albania                               | Erjon Tola                       | Alpineskiën    |
| 3   | Algerije              | Algeria                               | Meidhi Khelifi                   | Langlaufen     |
| 4   | Andorra               | Andorra                               | Lluis Marin Tarroch              | Snowboarden    |
| 5   | Argentinië            | Argentina                             | Cristian Simari Birkner          | Alpineskiën    |
| 6   | Armenië               | Armenia                               | Arsen Nersisyan                  | Alpineskiën    |
| 7   | Australië             | Australia                             | Torah Bright                     | Snowboarden    |
| 8   | Oostenrijk            | Austria                               | Andreas Linger & Wolfgang Linger | Rodelen        |
| 9   | Azerbeidzjan          | Azerbaijan                            | Fuat Guliyev (official)          | Alpineskiën    |
| 10  | Wit-Rusland           | Belarus                               | Oleg Antonenko                   | IJshockey      |
| 11  | België                | Belgium                               | Kevin Van der Perren             | Kunstrijden    |
| 12  | Bermuda               | Bermuda                               | Tucker Murphy                    | Langlaufen     |
| 13  | Bosnië en Herzegovina | Bosnia and Herzegovina                | Žana Novaković                   | Alpineskiën    |
| 14  | Brazilië              | Brazil                                | Isabel Clark                     | Snowboarden    |
| 15  | Bulgarije             | Bulgaria                              | Alexandra Jekova                 | Snowboarden    |
| 16  | Kaaimaneilanden       | Cayman Islands                        | Dow Travers                      | Alpineskiën    |
| 17  | Chili                 | Chile                                 | Jorge Mandru                     | Alpineskiën    |
| 18  | China                 | People's Republic of China            | Han Xiaopeng                     | Freestyleskiën |
| 19  | Colombia              | Colombia                              | Cynthia Denzler                  | Alpineskiën    |
| 20  | Kroatië               | Croatia                               | Jakov Fak                        | Biatlon        |
| 21  | Cyprus                | Cyprus                                | Christopher Papamichalopoulos    | Alpineskiën    |
| 22  | Tsjechië              | Czech Republic                        | Jaromir Jagr                     | IJshockey      |
| 23  | Noord-Korea           | Democratic People's Republic of Korea | Ri Song-chol                     | Kunstrijden    |
| 24  | Denemarken            | Denmark                               | Sophie Fjellvang-Soelling        | Freestyleskiën |
| 25  | Estland               | Estonia                               | Roland Lessing                   | Biatlon        |
| 26  | Ethiopië              | Ethiopia                              | Robel Teklemariam Zemichael      | Langlaufen     |
| 27  | Finland               | Finland                               | Ville Peltonen                   | IJshockey      |
| 28  | Macedonië             | Former Yugoslav Rep. of Macedonia     | Antonio Ristevski                | Alpineskiën    |
| 29  | Frankrijk             | France                                | Vincent Defrasne                 | Biatlon        |
| 30  | Georgië               | Georgia                               | Iason Abramashvili               | Alpineskiën    |
| 31  | Duitsland             | Germany                               | André Lange                      | Bobsleeën      |
| 32  | Ghana                 | Ghana                                 | Kwame Nkrumah-Acheampong         | Alpineskiën    |
| 33  | Groot-Brittannië      | Great Britain                         | Shelley Rudman                   | Skeleton       |
| 34  | Hongkong              | Hong Kong, China                      | Yueshuang Han                    | Shorttrack     |
| 35  | Hongarije             | Hungary                               | Júlia Sebestyén                  | Kunstrijden    |
| 36  | IJsland               | Iceland                               | Bjoergvin Bjoergvinsson          | Alpineskiën    |
| 37  | India                 | India                                 | Shiva Keshavan                   | Rodelen        |
| 38  | Iran                  | Islamic Republic of Iran              | Marjan Kalhor                    | Alpineskiën    |
| 39  | Ierland               | Ireland                               | Aofie Hoey                       | Bobsleeën      |
| 40  | Israël                | Israel                                | Alexandra Zaretsky               | Kunstrijden    |
| 41  | Italië                | Italy                                 | Giorgio Di Centa                 | Langlaufen     |
| 42  | Jamaica               | Jamaica                               | Errol Kerr                       | Freestyleskiën |
| 43  | Japan                 | Japan                                 | Tomomi Okazaki                   | Schaatsen      |
| 44  | Kazachstan            | Kazakhstan                            | Dias Keneshev                    | Biatlon        |
| 45  | Zuid-Korea            | Republic of Korea                     | Kang Kwang-bae                   | Bobsleeën      |
| 46  | Kirgizië              | Kyrgyzstan                            | Dmitry Trelevski                 | Alpineskiën    |
| 47  | Letland               | Latvia                                | Martins Dukurs                   | Skeleton       |
| 48  | Libanon               | Lebanon                               | Chirine Njeim                    | Alpineskiën    |
| 49  | Liechtenstein         | Liechtenstein                         | Richard Wunder                   | Bobsleeën      |
| 50  | Litouwen              | Lithuania                             | Irina Terentjeva                 | Langlaufen     |
| 51  | Mexico                | Mexico                                | Hubertus Von Hohenlohe           | Alpineskiën    |
| 52  | Moldavië              | Republic of Moldova                   | Victor Pinzaru                   | Biatlon        |
| 53  | Monaco                | Monaco                                | Alexandra Coletti                | Alpineskiën    |
| 54  | Mongolië              | Mongolia                              | Ochirsuren Erdene-Ochir          | Langlaufen     |
| 55  | Montenegro            | Montenegro                            | Bojan Kosic                      | Alpineskiën    |
| 56  | Marokko               | Morocco                               | Samir Azzimani                   | Alpineskiën    |
| 57  | Nepal                 | Nepal                                 | Dachhiri Sherpa                  | Langlaufen     |
| 58  | Nederland             | Netherlands                           | Timothy Beck                     | Bobsleeën      |
| 59  | Nieuw-Zeeland         | New Zealand                           | Juliane Bray                     | Snowboarden    |
| 60  | Noorwegen             | Norway                                | Tommy Jakobsen                   | IJshockey      |
| 61  | Pakistan              | Pakistan                              | Muhammad Abbas                   | Alpineskiën    |
| 62  | Peru                  | Peru                                  | Roberto Carcelén                 | Langlaufen     |
| 63  | Polen                 | Poland                                | Konrad Niedźwiedzki              | Schaatsen      |
| 64  | Portugal              | Portugal                              | Danny Silva                      | Langlaufen     |
| 65  | Roemenië              | Romania                               | Eva Tofalvi                      | Biatlon        |
| 66  | Rusland               | Russian Federation                    | Alexey Morozov                   | IJshockey      |
| 67  | San Marino            | San Marino                            | Marino Cardelli                  | Alpineskiën    |
| 68  | Senegal               | Senegal                               | Leyti Seck                       | Alpineskiën    |
| 69  | Servië                | Serbia                                | Jelena Lolović                   | Alpineskiën    |
| 70  | Slowakije             | Slovakia                              | Zigmund Palffy                   | IJshockey      |
| 71  | Slovenië              | Slovenia                              | Tina Maze                        | Alpineskiën    |
| 72  | Zuid-Afrika           | South Africa                          | Oliver Kraas                     | Langlaufen     |
| 73  | Spanje                | Spain                                 | Queralt Castellet                | Snowboarden    |
| 74  | Zweden                | Sweden                                | Peter Forsberg                   | IJshockey      |
| 75  | Zwitserland           | Switzerland                           | Stéphane Lambiel                 | Kunstrijden    |
| 76  | Chinees Taipei        | Chinese Taipei                        | Chih-Hung Ma                     | Rodelen        |
| 77  | Tadzjikistan          | Tajikistan                            | Alisher Kudratov (official)      | Alpineskiën    |
| 78  | Turkije               | Turkey                                | Kelime Cetinkaya                 | Langlaufen     |
| 79  | Oekraïne              | Ukraine                               | Lilia Lúdan                      | Rodelen        |
| 80  | Verenigde Staten      | United States of America              | Mark Grimmette                   | Rodelen        |
| 81  | Oezbekistan           | Oezbekistan                           | Oleg Shamaev                     | Alpineskiën    |
| 82  | Canada                | Canada                                | Clara Hughes                     | Schaatsen      |